# Qarīdar
Qarīdar (persiska: قريدر, قوريدَر, كَريدَر, قُريدَر, كائيدَر, قُرودَر) är en ort i Iran.   Den ligger i provinsen Kurdistan, i den nordvästra delen av landet, 400 km väster om huvudstaden Teheran. Qarīdar ligger 1 966 meter över havet och antalet invånare är 221.
Terrängen runt Qarīdar är huvudsakligen kuperad, men västerut är den bergig. Terrängen runt Qarīdar sluttar söderut.Runt Qarīdar är det ganska tätbefolkat, med 65 invånare per kvadratkilometer. Närmaste större samhälle är Bolbolānābād, 8,9 km öster om Qarīdar. Trakten runt Qarīdar består i huvudsak av gräsmarker.